# Buckley Motors
Buckley Motors oder Buckleys Motors war ein Montagewerk für Kraftfahrzeuge und damit Teil der Automobilindustrie in Irland. Die genaue Schreibweise ist unklar. In Anzeigen tauchen beide auf.

## Unternehmensgeschichte
A. F. Buckley gründete 1924 das Unternehmen in Dublin als Autohaus. Er vertrieb Fahrzeuge von Hillman und Singer. 1934 begann die Montage von Automobilen. Die Teile kamen zunächst von Hillman. 1938 erwarb die Rootes-Gruppe Anteile am Unternehmen. 1949 wurde ein neues Werk in Santry, einem Vorort von Dublin, errichtet. Zwischen 1950 und 1956 wurden Singer montiert. Ende der 1950er Jahre kamen Montage und Vertrieb von Škoda dazu. 1967 übernahm Rootes die Mehrheit. A. F. Buckley ging in Rente. Malcolm Freshney leitete nun das Unternehmen.
1968 wurde daraus Rootes Motors Ireland.

## Fahrzeuge
Zunächst wurde der Hillman Minx montiert. Darauf folgte der Hillman 14 hp. Von 1938 bis 1939 war es der Sunbeam-Talbot Ten der Marke Sunbeam-Talbot.
Nach dem Zweiten Weltkrieg sind die folgenden Modelle von Hillman überliefert: Minx Mk. I (1945–1948), Husky Mk. I (1954–1957), Husky Mk. III (1960–1963), Super Minx (1961–1964), Imp (ab 1963) und Hunter (ab 1966).
Von Škoda entstand der Škoda Octavia als Limousine und Kombi. Bauzeit war von 1958 bis 1962 und nach einer zweijährigen Pause nochmal 1965, wobei die letzten Fahrzeuge erst 1966 zugelassen wurden. 
Humber Hawk und Humber Super Snipe wurden nur importiert, nicht selber montiert.

## Produktionszahlen
Nachstehend die Zulassungszahlen von Hillman- und Škoda-Fahrzeugen in Irland aus den Jahren, in denen Buckley Motors sie montierte. Die Zahlen des letzten Jahres beinhalten auch die Produktion von Rootes Motors Ireland, da eine Splittung innerhalb eines Jahres nicht möglich ist. Für Singer liegen keine Zahlen vor.
| Jahr      | Hillman (inklusive Sunbeam-Talbot) | Škoda | Summe         |
| --------- | ---------------------------------- | ----- | ------------- |
| 1935      | nicht bekannt                      |       | nicht bekannt |
| 1936      | 399                                |       | 399           |
| 1937      | 306                                |       | 306           |
| 1938      | 227                                |       | 227           |
| 1939      | 448                                |       | 448           |
| 1946–1953 | nicht bekannt                      |       | nicht bekannt |
| 1954      | 2.049                              |       | 2.049         |
| 1955      | 2.324                              |       | 2.324         |
| 1956      | 950                                |       | 950           |
| 1957      | 706                                |       | 706           |
| 1958      | 1.028                              | 170   | 1.198         |
| 1959      | 1.110                              | 174   | 1.284         |
| 1960      | 1.146                              | 328   | 1.474         |
| 1961      | 845                                | 261   | 1.106         |
| 1962      | 1.036                              | 86    | 1.122         |
| 1963      | nicht bekannt                      |       | nicht bekannt |
| 1964      | 2.125                              |       | 2.125         |
| 1965      | 1.831                              | 36    | 1.867         |
| 1966      | 1.208                              | 4     | 1.212         |
| 1967      | 1.100                              |       | 1.100         |
| 1968      | 1.942                              |       | 1.942         |
| Summe     | 20.780                             | 1.059 | 21.839        |